# Graciela Pisonero
Graciela Pisonero Castro (Gijón, 3 de agosto de 1982) es una deportista española que compitió en vela en la clase Yngling.
Ganó una medalla de oro en el Campeonato Mundial de Yngling de 2006 y una medalla de oro en el Campeonato Europeo de Yngling de 2006.
Participó en dos Juegos Olímpicos de Verano, ocupando el 12.º lugar en Atenas 2004 y el 14.º en Pekín 2008, en la clase Yngling.

## Palmarés internacional
| \| Campeonato Mundial \| Campeonato Mundial \| Campeonato Mundial \| Campeonato Mundial \| \| Año \| Lugar \| Medalla \| Clase \| \| ------------------ \| ------------------------- \| ------------------ \| ------------------ \| \| 2006 \| La Rochelle ( Francia) \| Medalla de oro \| Yngling \| \| Campeonato Europeo \| \| \| \| \| Año \| Lugar \| Medalla \| Clase \| \| 2006 \| Medemblik ( Países Bajos) \| Medalla de oro \| Yngling \| |                           |                |         |
| Campeonato Mundial |                           |                |         |
| Año | Lugar                     | Medalla        | Clase   |
| 2006 | La Rochelle ( Francia)    | Medalla de oro | Yngling |
| Campeonato Europeo |                           |                |         |
| Año | Lugar                     | Medalla        | Clase   |
| 2006 | Medemblik ( Países Bajos) | Medalla de oro | Yngling |